# Solonceni
Solonceni es una comuna perteneciente al distrito de Rezina, Moldavia.

## Superficie
Cuenta con una superficie de 31,90 kilómetros cuadrados.

## Demografía
Hasta 2023 la población era de 1224 habitantes, con una densidad de población de 38,36 habitantes por kilómetro cuadrado.
| Gráfica de evolución demográfica de Solonceni entre 2018 y 2023    |
|                                                                    |
| Datos según Population statistics of Eastern Europe & former USSR. |